# Canal 6 (Perú)
Canal 6 fue un canal de televisión experimental peruano, que estuvo en señal de prueba el 20 de febrero de 1955, en la ciudad de Lima, antes de que se creara el primer canal peruano oficialmente que es el canal 7 de Lima (TV Perú).

## Historia
La televisión llegó al Perú el 18 de agosto de 1939, fecha en que se realizó la primera demostración experimental en el país. Gracias a un convenio con la comisión de televisión del instituto de investigación científico de los correos de Alemania, se pudo llevar a cabo en esa misma fecha el desarrollo de este suceso en el salón del colegio Nuestra Señora de Guadalupe, la misma que trajo e instaló equipos modernos y necesarios para estas transmisiones, para el periodismo nacional, y una película que fue vista desde los receptores de televisión instalados en otro departamento así como un programa artístico en otro departamento entre otros el dúo "Luz y sombra" conformado por Isabel Granda y Pilar Múgica. 
Después en 1947, Alfonso Pereyra, el primer especialista electrónico en el Perú, se construye de manera casi secreta una cámara de televisión, con la que realiza una serie de pruebas de manera bastante artesanal. Las realizó desde su casa conectando esta incipiente cámara a una pantalla de TV, obteniendo la admiración de quienes presenciaron estas primeras experiencias.
Luego el 8 de abril de 1955 a cargo de Alfonso Pereyra se crea el canal 6, en la cual se transmitieron programas de televisión de prueba, además de la primera comedia por TV “Los novios de la tele” con Juan Ureta y Elvira Travesí, gracias a la división internacional de RCA Víctor que en homenaje a la asamblea de la Asociación Interamericana de Radio, envió a Lima un equipo completo, luego Se instalaron “Pantallas de recepción televisora” en varios puntos de la capital, entre ellos la sede central de El Comercio. Justo se celebraba la Semana Santa y la conmemoración del Cincuentenario de Ford, cuando las primeras imágenes de televisión fueron transmitidas desde el gran hotel Bolívar hacia el televisor instalado en el hall de El Comercio. Gran cantidad de público quedó fascinado con el nuevo invento.
Desde las 7:30 a. m. hasta las 9:00 p. m. los limeños quedaron encantados con la presentación de la reina de carnavales Bebelú de la Borda y con pasajes de películas referentes a Santo Domingo y Estados Unidos. A pesar de que se presentaron algunas distorsiones causadas por efectos de “Interferencia estática”. De esta manera se registró el primer “Prime time” de la televisión nacional. Las exhibiciones continuaron a lo largo de toda la semana.